# David I. Walsh

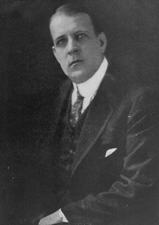
David I. Walsh

David Ignatius Walsh (* 11. November 1872 in Leominster, Worcester County, Massachusetts; † 11. Juni 1947 in Boston, Massachusetts) war ein US-amerikanischer Politiker und von 1914 bis 1916 Gouverneur des Bundesstaates Massachusetts. Zwischen 1919 und 1947 vertrat er seinen Staat mit einer kurzen Unterbrechung im US-Senat.

## Frühe Jahre und politischer Aufstieg
David Walsh war Sohn einer armen aus Irland eingewanderten Familie. Sein Vater verstarb, als er zwölf Jahre alt war, und seine Mutter verdiente ihren Unterhalt mit dem Betrieb eines Hotels mit 25 Betten. Damit konnte sie ihren zehn Kindern zumindest eine Grundschulbildung finanzieren. David konnte auf diese Weise bis 1890 die Clinton High School besuchen. Bis 1893 besuchte er die Holy-Cross-Schule. Danach studierte er bis 1897 an der Boston University Jura. Nach seiner Zulassung als Rechtsanwalt begann er in Fitchburg und später in Boston in diesem Beruf zu arbeiten.
Walsh wurde Mitglied der Demokratischen Partei. Von 1900 bis 1901 war er Abgeordneter im Repräsentantenhaus von Massachusetts und von 1913 bis 1914 war er als Vizegouverneur Stellvertreter von Gouverneur Eugene Foss. Am 4. November 1913 wurde er selbst zum Gouverneur von Massachusetts gewählt. Dabei setzte er sich in einem Feld mehrerer Kandidaten mit 39,8 Prozent der Stimmen vor Charles S. Bird von der Progressive Party (27,7 Prozent) und dem Republikaner Augustus Peabody Gardner (25,3 Prozent) durch.

## Gouverneur von Massachusetts
Walsh trat sein neues Amt am 8. Januar 1914 an und konnte es nach einer Wiederwahl im Jahr 1914 bis zum 6. Januar 1916 ausüben. Er setzte sich für das Frauenwahlrecht ein, das er in die Staatsverfassung von Massachusetts aufnehmen wollte. Damit konnte er sich aber damals nicht durchsetzen. Das Gesetz zur Entschädigung von Opfern von Arbeitsunfällen wurde verbessert und erstmals wurde in Massachusetts das Fernstudium ermöglicht. Nach der Aufführung des Films Birth of a Nation, die rassistische Tendenzen auslöste und unter anderem zur Neugründung des Ku-Klux-Klan führte, forderte Gouverneur Walsh eine Filmzensur zur Verhinderung ähnlicher Vorfälle. Im Jahr 1915 bewarb sich David Walsh erfolglos um eine dritte Amtszeit als Gouverneur.

## Walsh im US-Senat
Nach dem Ende seiner Gouverneurszeit war Walsh in den Jahren 1917 und 1918 Delegierter auf einer Konferenz zur Überarbeitung der Staatsverfassung von Massachusetts. Nachdem er im November 1918 in den US-Senat gewählt worden war, konnte er dort zwischen dem 4. März 1919 und dem 3. März 1925 eine volle Legislaturperiode als Class-2-Senator absolvieren. Im Senat stimmte er als einer von drei Demokraten gegen den von den Republikanern eingebrachten Immigration Act of 1924, der die Einwanderungsbeschränkungen insbesondere für Süd- und Osteuropäer sowie bestimmte asiatische Herkunftsländer weiter verschärfte. Im Jahr 1924 wurde er allerdings nicht wiedergewählt, worauf er in Boston wieder als Rechtsanwalt arbeitete.
Nach dem Tod von Senator Henry Cabot Lodge wurde Walsh 1926 zu dessen Nachfolger als Class-1-Senator gewählt. Das Amt war zwischenzeitlich bis zur Wahl von Walsh von William M. Butler ausgeübt worden. Nach einigen Wiederwahlen konnte Walsh zwischen dem 2. November 1926 und dem 3. Januar 1947 sein Mandat im Kongress wahrnehmen. Dabei war er zeitweise Vorsitzender des Ausschusses für Bildung und Arbeit sowie Mitglied des Marineausschusses. Walsh war bis zum japanischen Angriff auf Pearl Harbor am 7. Dezember 1941 ein Gegner eines amerikanischen Eintritts in den Zweiten Weltkrieg. Stattdessen befürwortete er eine neutrale Haltung seines Landes in diesem Krieg. Im Jahr 1946 verfehlte er eine erneute Wiederwahl in den Kongress.
Nach dem Ende seiner Amtszeit im Kongress zog sich Walsh aus der Politik zurück. Er starb am 11. Juni 1947 in Boston und wurde in Clinton beigesetzt, wo er seine letzten Lebensjahre verbracht hatte.